# Johann Friedrich Reik
Johann Friedrich Reik (* 12. November 1836 in Ebersbach an der Fils; † 24. März 1904 in Hall) war ein deutscher Maler und Zeichenlehrer.

## Leben
Johann Friedrich Reik war das älteste Kind des Ebersbacher Bäckers Johann Ludwig Reik und seiner Ehefrau Wilhelmine geb. Widmann. Er hatte dreizehn jüngere Geschwister, von denen neun früh starben.
Von 1843 bis 1850 besuchte er die Ebersbacher Volksschule und erhielt vermutlich ersten Zeichenunterricht an der örtlichen Zeichenschule für Handwerkslehrlinge. Er wechselte dann zum Lehrerseminar nach Nürtingen. Der ersten Dienstprüfung 1855 folgten fünf Jahre im unständigen Schuldienst in verschiedenen Ortschaften. Nach der zweiten Dienstprüfung trat er 1861 in Geislingen eine Stelle als Lehrgehilfe an. Dort bildete er sich auf der Zeichenschule weiter und wurde zunächst Assistent eines Bildhauers. Am 1. Juli 1866 erhielt er einen Ruf an die Höhere Schule in Kirchheim unter Teck, wo ihm die neu geschaffene Stelle eines Zeichenlehrers übertragen wurde. Er besuchte außerdem auch noch die Kunstgewerbeschule in Stuttgart. 1871 wechselte er nach Hall, wo er weiterhin als Zeichenlehrer tätig war. Württembergs König Karl I. verlieh Reik 1885 den Titel eines Professors.

## Familie
Am 27. Oktober 1864 heiratete Reik Sophie Marie Jobst, die Tochter des Nürtinger Mädchenschullehrers Karl Friedrich Jobst. In den folgenden 14 Jahren gingen aus der Ehe sechs Kinder hervor, von denen nur die Töchter Maria (1865–1936) und Klara (1879–1969) sowie der Sohn Karl (1869–1914) das Erwachsenenalter erreichten. In Hall wohnte die Familie ab 1880 im Haus Schweinemarkt Nr. 248 (heute Am Säumarkt 8), das Reik erwarb und umbauen ließ.

## Werk
Reik befasste sich besonders mit architektonischen Motiven seiner Umgebung, etwa mit der Comburg und anderen Bauten in und um Hall. In der Zeit zwischen 1874 und 1902 schuf er über 700 Bilder. An Techniken bevorzugte er die Bleistiftzeichnung, das Aquarell und die Mischtechnik. Während er sich detailgetreu um die Wiedergabe der äußeren architektonischen Eigenheiten der Gebäude bemühte, zollte er dem Interieur oft kein Interesse, obwohl er durchaus auch historische Möbel des 16. und 17. Jahrhunderts dokumentiert hat.
Was die Umgebung betraf, so legte er offenbar Wert auf einen gefälligen Rahmen für die abgebildeten Gebäude. Auf einem Gemälde etwa, das den Haller Badtorweg mit dem Josenturm zeigt, ist im Vordergrund ein Kornfeld, nicht aber der zu Reiks Zeit dort befindliche Arm des Kochers zu sehen.
Werke Reiks befinden sich im Hällisch-Fränkischen Museum, wo auch der Nachlass des Künstlers verwahrt wird. 1999 wurde dort die Ausstellung Impressionen aus Hohenlohe gezeigt, in der 120 Werken Reiks Schwarzweißfotografien des Fotografen Roland Bauer gegenübergestellt wurden. Überregionale Bekanntheit scheint er nicht erlangt zu haben.

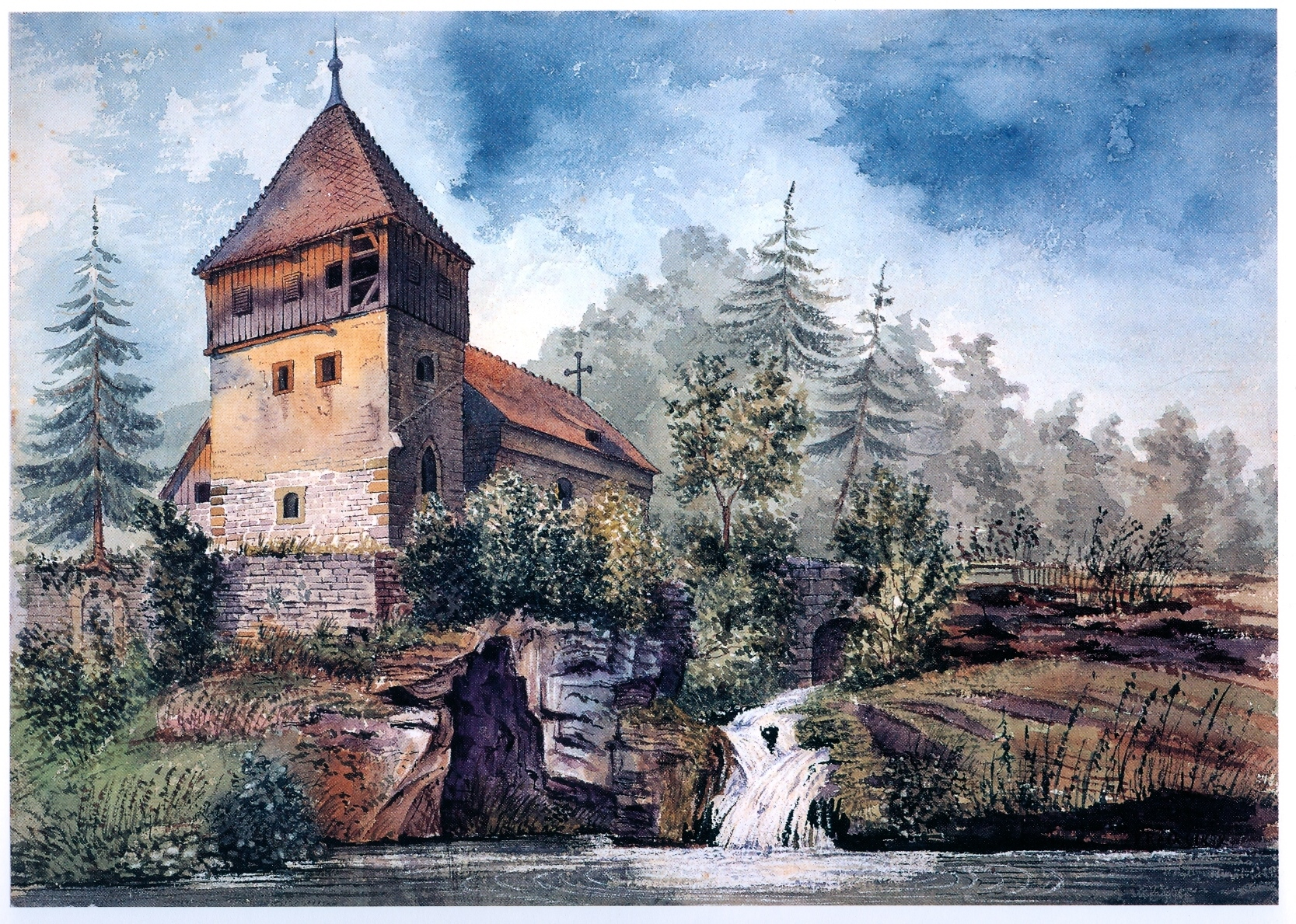
Aquarell, Kirche St. Bartholomäus in Anhausen
Heiligkreuzkirche in Erlach
Wallfahrtskirche zu den 14 Nothelfern auf dem Einkorn, zeichnerisch rekonstruiert
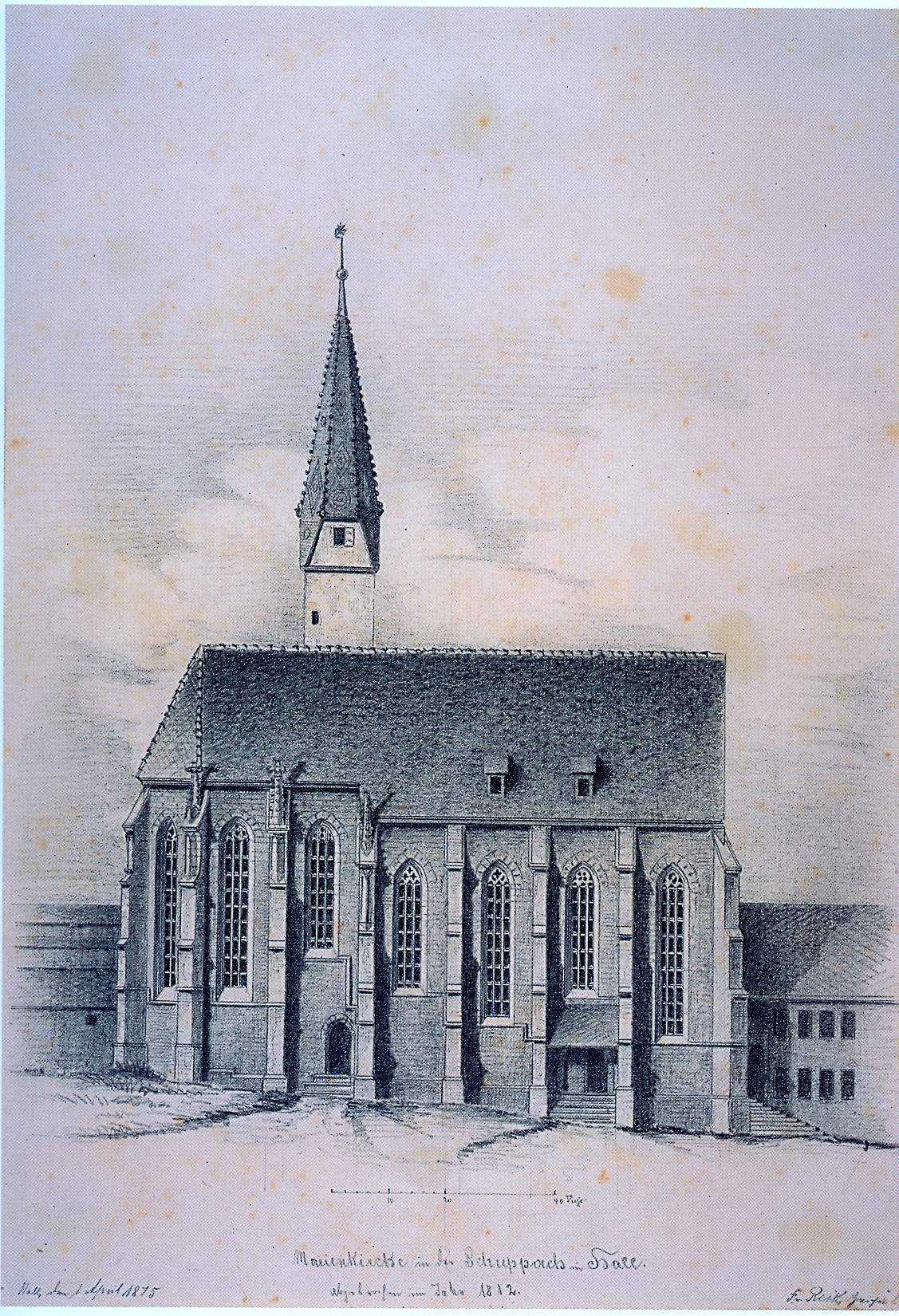
St. Maria am Schuppach

## Publikationen
- Herta Beutter und Armin Panter (Hrsg.): Ansichten aus Schwäbisch Hall und seiner Umgebung von Johann Friedrich Reik (1836–1904). Umschau/Braus, Heidelberg 1999, ISBN 3-8295-6322-1